# 桃紅蝴蝶蘭
桃紅蝴蝶蘭（学名：Phalaenopsis equestris），又名粉红蝴蝶兰、小兰屿蝴蝶兰、姬蝴蝶蘭、兰屿小蝴蝶兰，是蝴蝶蘭屬的蘭花，原生於菲律賓和台灣，因产於小蘭嶼而得名。本種花序有10到15朵約25毫米直徑的花。 
桃紅蝴蝶蘭在培育新品種上發揮了重要作用，它經常被用來與其他蝴蝶蘭雜交。它在國際花卉貿易已成為重要的商品。
这种兰花的基因很有特点，其基因数目类似人类的基因数目。
在兰花器官发育的分子研究中，桃红蝴蝶兰是最广泛使用的模式物种。桃红蝴蝶兰也是第一种发表了基因组序列的兰科植物。
臺灣的附屬島嶼之一的蘭嶼就是因為盛產此種臺灣原生種之一的蝴蝶蘭而在1946年被改名(原名紅頭嶼)，臺東縣也以蝴蝶蘭為縣花。

## 變種
該種在形態和花的顏色上差異很大，有以下幾種變種出現： 
- Phalaenopsis equestris var. alba
- Phalaenopsis equestris var. aurea
- Phalaenopsis equestris var. rosea
- Phalaenopsis equestris var. leucaspis

受花青素和類胡蘿蔔素影響所致而出現不同顏色的唇瓣。 

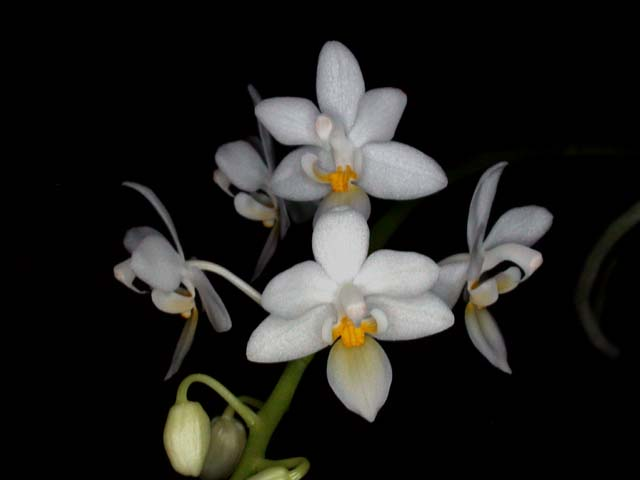
Phalaenopsis equestris var. aurea
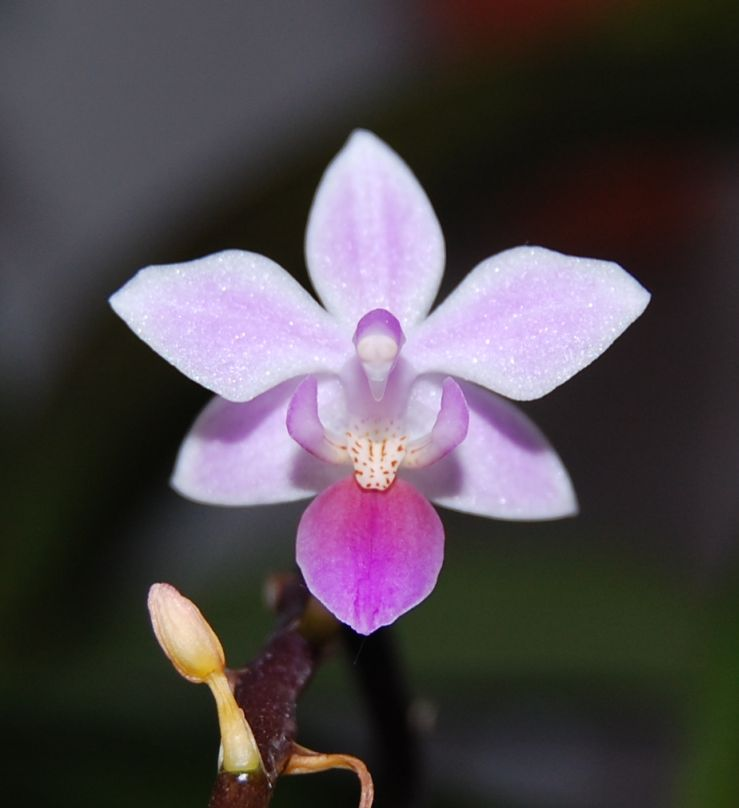
Phalaenopsis equestris var. leucaspis